# Ольшаница (станция)
Ольшаница (укр. Ольшаниця) — железнодорожная станция Казатинского отделения Юго-Западной железной дороги. Расположена на участке Фастов I — Мироновка между остановочными пунктами Бушево и Лютарский. Расстояния до транзитных пунктов: Фастов I — 78 км, Мироновка — 25 км.
Станция находится в селе Ольшаница Белоцерковского района Киевской области.
Открыта в 1876 году. В 1963 году линия электрифицирована.
- Вокзал станции
- Интерьер вокзала
- Пост ЭЦ
- Пути станции
- Ж/д переезд в горловине станции
- Туалет